# Gruppenhomomorphismus
Ein Gruppenhomomorphismus ist in der Gruppentheorie eine Abbildung zwischen zwei Gruppen, die mit diesen verträglich ist, und damit ein spezieller Homomorphismus.

## Definition
Gegeben seien zwei Gruppen {\displaystyle (G,*)} und {\displaystyle (H,\star ).} Eine Funktion {\displaystyle \phi \colon G\to H} heißt Gruppenhomomorphismus, wenn für alle Elemente {\displaystyle g_{1},g_{2}\in G} gilt:
{\displaystyle \phi (g_{1}*g_{2})=\phi (g_{1})\star \phi (g_{2}).}
Die Gleichung besagt, dass der Homomorphismus strukturerhaltend ist: Es ist egal, ob man erst zwei Elemente verknüpft und das Ergebnis abbildet oder ob man erst die zwei Elemente abbildet und dann die Bilder verknüpft.
Aus dieser Definition folgt, dass ein Gruppenhomomorphismus das neutrale Element {\displaystyle e_{G}} von {\displaystyle G} auf das neutrale Element {\displaystyle e_{H}} von {\displaystyle H} abbildet:
{\displaystyle {\begin{array}{rcll}\phi (e_{G})&=&\phi (e_{G})\star e_{H}&e_{H}{\text{ neutral}}\\&=&\phi (e_{G})\star (\phi (e_{G})\star \phi (e_{G})^{-1})&{\text{Def. Inverses in }}H\\&=&(\phi (e_{G})\star \phi (e_{G}))\star \phi (e_{G})^{-1}&{\text{Assoziativität}}\\&=&\phi (e_{G}*e_{G})\star \phi (e_{G})^{-1}&\phi {\text{ Homomorphismus}}\\&=&\phi (e_{G})\star \phi (e_{G})^{-1}&e_{G}{\text{ neutral}}\\&=&e_{H}&{\text{Def. Inverses in }}H.\end{array}}}
Weiterhin folgt, dass er Inverse erhält:
{\displaystyle {\begin{array}{rcll}\phi (g^{-1})&=&\phi (g^{-1})\star e_{H}&e_{H}{\text{ neutral}}\\&=&\phi (g^{-1})\star (\phi (g)\star \phi (g)^{-1})&{\text{Def. Inverses in }}H\\&=&(\phi (g^{-1})\star \phi (g))\star \phi (g)^{-1}&{\text{Assoziativität}}\\&=&\phi (g^{-1}*g)\star \phi (g)^{-1}&\phi {\text{ Homomorphismus}}\\&=&\phi (e_{G})\star \phi (g)^{-1}&{\text{Def. Inverses in }}G\\&=&e_{H}\star \phi (g)^{-1}&\phi {\text{ erhält das neutrale Element}}\\&=&\phi (g)^{-1}&e_{H}{\text{ neutral.}}\end{array}}}

## Bild und Kern
Als Bild (engl. image) des Gruppenhomomorphismus {\displaystyle f\colon G\to H} bezeichnet man die Bildmenge von {\displaystyle G} unter {\displaystyle f}:
{\displaystyle f(G)=\operatorname {Bild} (f)=\operatorname {im} (f)\colon =\left\{f(u)\mid u\in G\right\}}
Der Kern (engl. kernel) von {\displaystyle f} ist das Urbild des neutralen Elements {\displaystyle e_{H}}:
{\displaystyle f^{-1}(e_{H})=\operatorname {Kern} (f)=\operatorname {ker} (f)\colon =\left\{u\in G\mid f(u)=e_{H}\right\}}
Genau dann, wenn {\displaystyle \operatorname {Kern} (f)=\left\{e_{G}\right\}} gilt (der Kern von {\displaystyle f} also nur das neutrale Element von {\displaystyle G} enthält, das immer im Kern liegt), ist {\displaystyle f} injektiv. Ein injektiver Gruppenhomomorphismus wird auch Gruppen-Monomorphismus genannt.
Der Kern von {\displaystyle f} ist stets ein Normalteiler von {\displaystyle G} und das Bild von {\displaystyle f} ist eine Untergruppe von {\displaystyle H}. Nach dem Homomorphiesatz ist die Faktorgruppe {\displaystyle G/\operatorname {Kern} (f)} isomorph zu {\displaystyle \operatorname {Bild} (f)}.

## Beispiele
Triviale Beispiele
- Sind {\displaystyle G} und {\displaystyle H} beliebige Gruppen, dann ist die Abbildung {\displaystyle h\colon G\to H}, die jedes Element auf das neutrale Element von {\displaystyle H} abbildet, ein Gruppenhomomorphismus. Sein Kern ist ganz {\displaystyle G}.
- Für jede Gruppe {\displaystyle G} ist die identische Abbildung {\displaystyle \operatorname {id} \colon G\to G,\ \operatorname {id} (x)=x}, ein bijektiver Gruppenhomomorphismus.
- Ist {\displaystyle H} eine Untergruppe der Gruppe {\displaystyle G}, so ist die Inklusionsabbildung {\displaystyle i\colon H\hookrightarrow G} ein injektiver Gruppenhomomorphismus von {\displaystyle H} in {\displaystyle G}.

Nichttriviale Beispiele
- Betrachte die additive Gruppe {\displaystyle (\mathbb {Z} ,+)} der ganzen Zahlen und die Faktorgruppe {\displaystyle (\mathbb {Z} /3\mathbb {Z} ,+)=\{0+3\mathbb {Z} ,1+3\mathbb {Z} ,2+3\mathbb {Z} \}}. Die Abbildung {\displaystyle p\colon \mathbb {Z} \to \mathbb {Z} /3\mathbb {Z} ,\ p(z)=z\,{\bmod {\,}}3=z+3\mathbb {Z} } (siehe Kongruenz und Restklassenring), ist ein Gruppenhomomorphismus. Er ist surjektiv und sein Kern besteht aus der Menge {\displaystyle 3\mathbb {Z} } aller durch 3 teilbaren ganzen Zahlen. Dieser Homomorphismus wird kanonische Projektion genannt.
- Die Exponentialfunktion ist ein Gruppenhomomorphismus zwischen der additiven Gruppe {\displaystyle (\mathbb {R} ,+)} der reellen Zahlen {\displaystyle \mathbb {R} } und der multiplikativen Gruppe {\displaystyle \left(\mathbb {R} ^{*},\cdot \right)} der reellen Zahlen ungleich 0, denn {\displaystyle \operatorname {exp} (x+y)=\operatorname {exp} (x)\cdot \operatorname {exp} (y)}. Diese Abbildung ist injektiv, und ihr Bild ist die Menge der positiven reellen Zahlen.
- Die komplexe Exponentialfunktion ist ein Gruppenhomomorphismus zwischen den komplexen Zahlen {\displaystyle \mathbb {C} } mit der Addition und den von 0 verschiedenen komplexen Zahlen mit der Multiplikation. Dieser Homomorphismus ist surjektiv und sein Kern ist {\displaystyle \operatorname {ker} (\operatorname {exp} )=\left\{2\pi ki\colon k\in \mathbb {Z} \right\}}, wie man z. B. aus der Eulerschen Identität entnehmen kann.
- Die Abbildung, die jeder invertierbaren {\displaystyle n\times n}-Matrix ihre Determinante zuordnet, ist ein Homomorphismus {\displaystyle GL(n,\mathbb {R} )\to (\mathbb {R} ,\,\cdot )}
- Die Abbildung, die jeder Permutation ihr Vorzeichen zuordnet, ist ein Homomorphismus {\displaystyle S_{n}\to (\{\pm 1\},\,\cdot )}

## Verkettung von Gruppenhomomorphismen
Sind {\displaystyle h\colon G\to H} und {\displaystyle k\colon H\to K} zwei Gruppenhomomorphismen, dann ist ihre Komposition {\displaystyle k\circ h\colon G\to K} ebenfalls ein Gruppenhomomorphismus.
Die Klasse aller Gruppen bildet mit den Gruppenhomomorphismen eine Kategorie.

## Mono-, Epi-, Iso-, Endo-, Automorphismus
Ein Homomorphismus {\displaystyle f\colon G\to H} heißt
- Monomorphismus, wenn er injektiv ist.
- Epimorphismus, wenn er surjektiv ist.
- Isomorphismus, wenn er bijektiv ist.

Ist {\displaystyle h\colon G\to H} ein Gruppenisomorphismus, dann ist auch seine Umkehrfunktion ein Gruppenisomorphismus, die Gruppen {\displaystyle G} und {\displaystyle H} heißen dann zueinander isomorph: Sie unterscheiden sich nur in der Bezeichnung ihrer Elemente und stimmen für fast alle Zwecke überein.
Ist {\displaystyle h\colon G\to G} ein Gruppenhomomorphismus einer Gruppe in sich selbst, dann heißt er Gruppenendomorphismus. Ist er darüber hinaus bijektiv, dann wird er Gruppenautomorphismus genannt. Die Menge aller Gruppenendomorphismen von {\displaystyle G} bildet mit der Komposition einen Monoid. Die Menge aller Gruppenautomorphismen einer Gruppe {\displaystyle G} bildet mit der Komposition eine Gruppe, die Automorphismengruppe {\displaystyle \operatorname {Aut} (G)} von {\displaystyle G}.
Die Automorphismengruppe von {\displaystyle (\mathbb {Z} ,+)} enthält nur zwei Elemente: Die Identität (1) und die Multiplikation mit −1; sie ist also isomorph zur zyklischen Gruppe {\displaystyle C_{2}}.
In der Gruppe von {\displaystyle (\mathbb {Q} ,+)} ist jede lineare Abbildung {\displaystyle f\left(x\right)=m\cdot x} mit {\displaystyle m\in \mathbb {Q} \setminus \{0\}} ein Automorphismus.

## Homomorphismen zwischen abelschen Gruppen
Sind {\displaystyle G} und {\displaystyle H} Gruppen, wobei  {\displaystyle H} abelsch  ist, dann bildet die Menge {\displaystyle Hom(G,H)} aller Gruppenhomomorphismen von {\displaystyle G} nach {\displaystyle H} selbst eine (wiederum abelsche) Gruppe, nämlich mit der „punktweisen Addition“:
{\displaystyle \left(h+k\right)\left(x\right)\colon =h\left(x\right)+k\left(x\right)} für alle {\displaystyle x\in G}.
Die Kommutativität von {\displaystyle H} benötigt man, damit {\displaystyle h+k} wieder ein Gruppenhomomorphismus ist.
Die Menge der Endomorphismen einer abelschen Gruppe {\displaystyle G} bildet mit der Addition eine Gruppe, die als {\displaystyle End(G)} bezeichnet wird.
Die Addition von Homomorphismen ist in folgendem Sinne verträglich mit der Komposition: Sind {\displaystyle f\in Hom(K,G),h,k\in Hom(G,H),g\in Hom(H,L)}, dann gilt
{\displaystyle \left(h+k\right)\circ f=\left(h\circ f\right)+\left(k\circ f\right)} und {\displaystyle g\circ \left(h+k\right)=\left(g\circ h\right)+\left(g\circ k\right)}.
Dies zeigt, dass die Endomorphismengruppe {\displaystyle End(G)} einer abelschen Gruppe sogar einen Ring bildet, den Endomorphismenring von {\displaystyle G}.
Zum Beispiel ist der Endomorphismenring der Kleinschen Vierergruppe isomorph zum Ring der 2×2-Matrizen über dem Restklassenkörper {\displaystyle \mathbb {Z} /2\mathbb {Z} }.